# Søndre Follo prosteri

Prosterier i Borgs stift. Det beigea området på kartan är Søndre Follo prosteri.

Søndre Follo prosteri (norska: Søndre Follo prosti) är ett kontrakt (prosteri, norska: prosti) i Borgs stift inom Norska kyrkan. Kontraktet omfattar kommunerna Frogn, Nesodden, Vestby och Ås i Akershus fylke i sydöstra Norge.
Namnet syftar på att kontraktet omfattar kommuner i den södra delen av landskapet Follo.

## Socknar
Søndre Follo prosteri består av elva socknar (norska: sokn eller sogn):
- Drøbak og Frogns socken
- Garders socken
- Gjøfjells socken
- Hvitstens socken
- Kroers socken
- Nesoddens socken
- Nordby socken
- Skoklefalls socken
- Såners socken
- Vestby socken
- Ås socken